# Stelis chlorantha
Stelis chlorantha är en orkidéart som beskrevs av João Barbosa Rodrigues. Stelis chlorantha ingår i släktet Stelis och familjen orkidéer. Inga underarter finns listade i Catalogue of Life.

## Bildgalleri

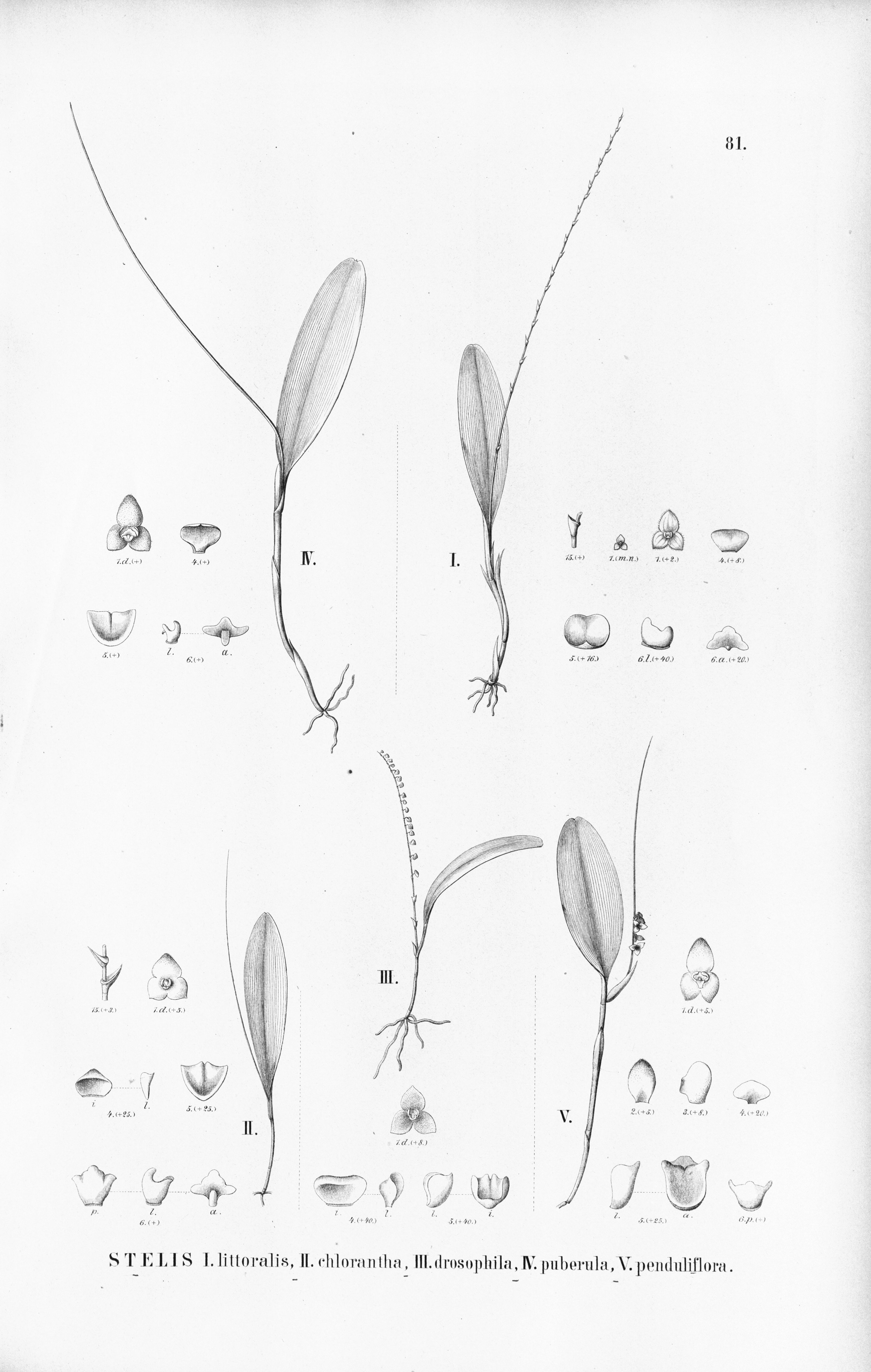